# Religión en Costa Rica

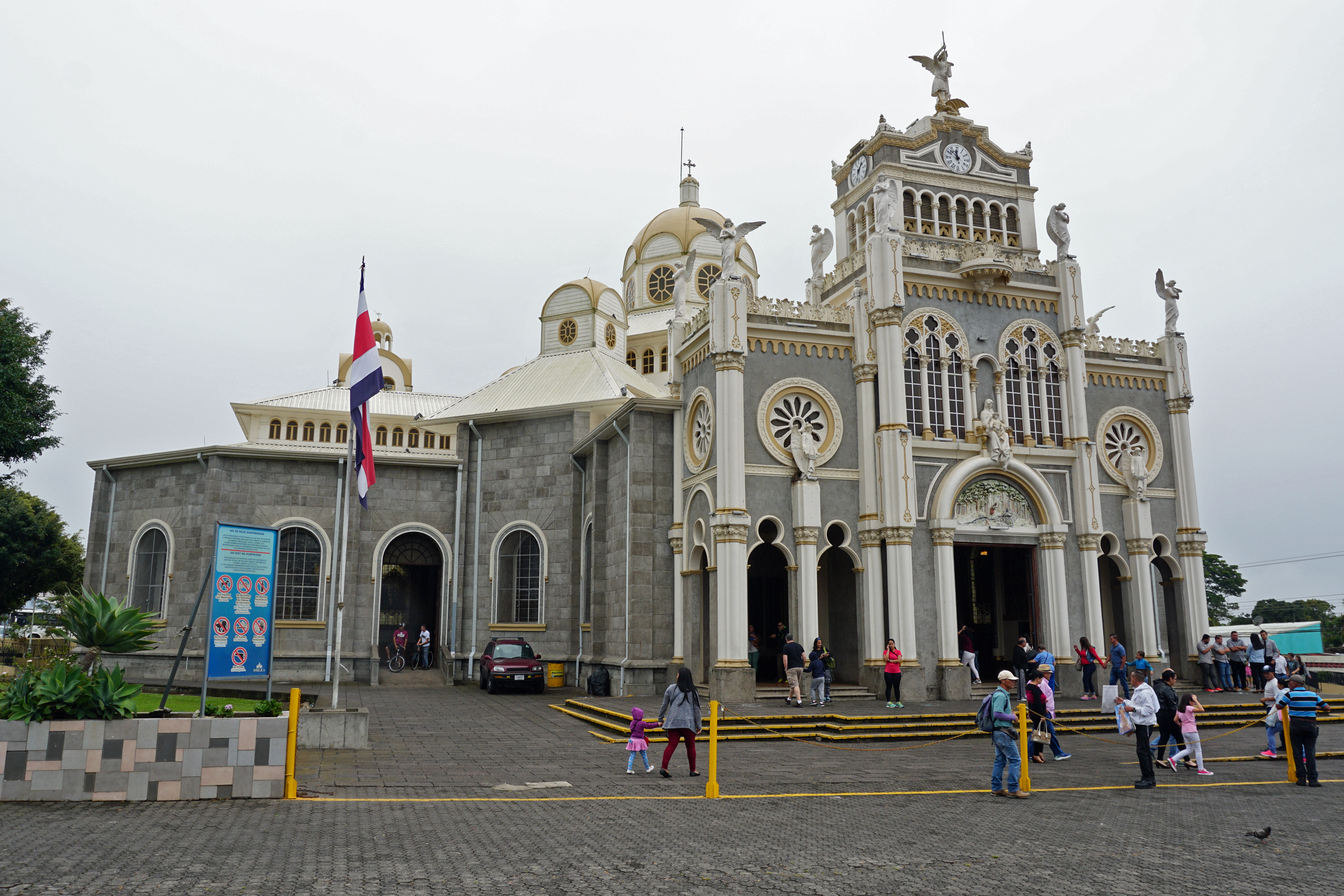
Basílica de Nuestra Señora de los Ángeles (Cartago)

Costa Rica tiene una tradición de tolerancia religiosa que permite en el país el desarrollo y la práctica libre de una gran variedad de religiones. Posee una rica diversidad cultural, étnica y religiosa, producto de la inmigración de personas de todos los continentes. Allí se practican unas 80 religiones, por lo que Costa Rica tiene una gran diversidad religiosa.
La encuesta Latinobarómetro de la ronda 2017, mostraba que un 57% de costarricenses eran católicos, un 25% protestantes, un 15% sin religión y 2% de otras religiones (mayormente budistas), mientras similares datos mostró la encuesta del Centro de Investigaciones y Estudios Políticos de la Universidad de Costa Rica que arrojó un 52% de católicos, 21.6% de evangélicos y 17% sin religión.
La encuesta CIEP-UCR de mayo de 2021 publicada por el periódico "Semanario Universidad" establece que el número de católicos costarricenses es 47.5% (una disminución desde el 50% que mostraba la encuesta en noviembre de 2019), los neopentecostales son el 19.8% (una reducción respecto al 21% del 2019), las personas sin religión (ateos, agnósticos y deístas) son 27% (el número se mantiene estable), protestantes tradicionales (probablemente una referencia a los llamados "protestantes históricos") 1.2%, seguidos de testigos de Jehová en 1.4%, mormones 0.3% y musulmanes en 0.1%.
En 2024, otra encuesta realizada por la Corporación Latinobarómetro halló resultados muy diferentes a otras Instituciones acreditadas, en los que el Catolicismo figura como religión mayoritaria a 42%, seguido con la población no religiosa, atea, agnóstica con 32.5%. Estos resultados en conjunto con la encuesta de CIEP-UCR, aunque en esta última los no religiosos son la segunda categoría más grande y en crecimiento, reflejan la apertura de experimentar, ya sea provisional u oficial, otras formas de creer distintas a la religión católica. 
Los judíos que emigraron de Europa a principios y mediados del siglo XX generaron una nutrida comunidad, de unos 3000 miembros, mayoritariamente askenazís.
La migración de Extremo Oriente, compuesta mayormente por chinos, taiwaneses, coreanos, japoneses, etc., generó la existencia de la comunidad budista más grande de América Central con unos 96.000 miembros entre extranjeros y nacionales conversos, la presencia de taoístas y la práctica del sincretismo entre el catolicismo, el budismo y la religión tradicional china.
Emigrantes de Oriente Medio, libaneses, palestinos, iraquíes y otros árabes han formado una de las mayores comunidades musulmanas de América Central, con unos 1500 miembros También existen hinduistas, bahais, jainistas, neopaganos (mayormente wiccanos y asatruar), rastafaris, taoístas, sijs, luciferinos y Thelemitas entre otros.
Los aborígenes autóctonos aún preservan sus creencias religiosas de índole chamánica con base en tradiciones orales, como es el caso de la religión bribri del pueblo bribri.

## Marco legal
Costa Rica es el único estado confesional de América. La Constitución Política de la República de Costa Rica estipula:

TITULO VI 
LA RELIGIÓN 
CAPITULO ÚNICO
Artículo 75.- 
La Religión Católica, Apostólica, Romana, es la del Estado, el cual contribuye a su mantenimiento, sin impedir el libre ejercicio en la República de otros cultos que no se opongan a la moral universal ni a las buenas costumbres.

Aunque este es el único capítulo constitucional dedicado al tema, la Constitución también la menciona al establecer la prohibición en su artículo 28 de usar la religión con fines políticos propagandísticos o electorales:

No se podrá, sin embargo, hacer en forma alguna propaganda política por clérigos o seglares invocando motivos de religión o valiéndose, como medio, de creencias religiosas.

También establece como uno de los requisitos para ser electo Presidente o Vicepresidente de la República, Ministro de Gobierno o Magistrado el pertenecer al Estado seglar (ser laico) en los artículos 131, 142 y 159 respectivamente.
Costa Rica además ha suscrito la mayoría de convenios internacionales de Derechos Humanos que garantizan la libertad de culto incluyendo la Declaración Universal de Derechos Humanos (siendo uno de los países fundadores de la ONU estuvo presente durante su votación siendo entonces embajador ante la ONU el escritor Alberto Cañas Escalante) y la Convención Americana sobre Derechos Humanos o Pacto de San José llamado así precisamente por firmarse en la ciudad capitalina costarricense. 
No existe en Costa Rica ninguna ley que regula a las religiones como las que existen en otras naciones. Toda organización religiosa que no sea la Iglesia católica y que desee registrarse formalmente lo debe hacer como asociación privada según lo establecido en la Ley de Asociaciones y ante el Registro Público dependiente del Ministerio de Justicia, sin embargo no existe ninguna obligatoriedad de hacerlo para poder operar activa y públicamente en el país mientras se respete el orden público y demás leyes. La mayoría de grupos religiosos se inscriben como asociación para obtener una cédula jurídica que les permita adquirir propiedades, firmar contratos de arrendamiento o contratar personal, pero esto no regula de ninguna manera sus funciones religiosas y, a la vez, esto tampoco acarrea ningún beneficio pues no existe en Costa Rica ninguna protección particular ante la ley por ser un ente religioso, ni oficiar bodas o ningún otro proceso civil y ninguna religión, fuera de la Iglesia católica, tiene ningún beneficio legal como financiamiento estatal o exoneraciones de impuestos. Solo la Iglesia católica puede recibir donaciones de terrenos por parte del Estado, solo ella está exonerada de impuestos y solo sus matrimonios son legales sin requisito de notario público. Aunque algunas entidades oficialmente registradas como asociaciones pueden recibir ayudas estatales para financiar actividades culturales o filantrópicas esto se regula según lo establecido en la Ley de Asociaciones y el estatus de "grupo religioso" es indiferente.
Aunque no exista una ley específicamente para normar a las religiones y solo se les menciona brevemente en la Ley de Asociaciones sin definir con detalle sus características, otros cuerpos jurídicos costarricenses sí regulan algunas de sus funciones. El Código de Trabajo estipula que los trabajadores no católicos pueden solicitar días libres en sus celebraciones religiosas particulares y es deber del patrono dárselos descontándolos de sus vacaciones o intercambiándolos por otro feriado, para lo cual requieren la carta firmada de una asociación debidamente inscrita. La Ley de Migración reformada en 2007 reglamentó por primera vez las funciones de los trabajadores religiosos, estableciendo que las asociaciones legalmente registradas pueden traer al país a funcionarios con estatus de trabajador religioso (por ejemplo predicadores, conferencistas, misioneros, etc.) para quienes el Ministerio de Relaciones Exteriores y Culto a través de la Oficina de Migración emitirá un permiso de trabajo temporal de entre tres meses y dos años. Adicionalmente a estos el Código Electoral refuerza la prohibición constitucional a usar motivos religiosos en campaña electoral.
También cabe mencionar que si bien no es una ley, un decreto ejecutivo estableció regulaciones para inscribir lugares de culto tras una polémica suscitada por el cierre de iglesias por parte del Ministerio de Salud Pública por incumplimiento de la normativa especialmente en lo referente a contaminación sónica, aunque el decreto involucra principalmente a iglesias con grandes aglomeraciones. Religiones con participaciones menos masivas como judíos, musulmanes y budistas generalmente registran sus templos como "centros culturales" y están registrados como asociación cultural. 
Ante la inexistencia de un cuerpo normativo que delimite jurídicamente a las organizaciones religiosas fuera de la católica en la legislación costarricense la Sala Constitucional estableció que todas las prohibiciones constitucionales aplican solo al clero católico, y por tanto no aplica a ministros religiosos de otras confesiones que pueden ser por tanto candidatos a presidente y vicepresidente, ministros y si fuera el caso magistrados (aunque esto último nunca ha sucedido). Las bancadas de los partidos evangélicos propusieron un proyecto denominado "Ley de Libertad Religiosa y de Culto" expediente 19099 que regularía las iglesias evangélicas y daría una serie de beneficios incluyendo financiamiento estatal, oficiar matrimonios legales y protección ante la ley, sin embargo ha sido criticado por excluir expresamente a religiones no cristianas y fue criticado también por la Conferencia Episcopal. El proyecto se encuentra en comisión.

## Demografía
De acuerdo a estudios estadísticos hechos por la Universidad de Costa Rica, entre los mayores de 55 el catolicismo es más prominente, con 65% de esta población considerándose católica, seguida de 19% evangélica y solo 7% es sin religión, entre los adultos de 34 a 54 años el catolicismo baja a 53%, mientras el protestantismo sube a 24% y la irreligión a 14%, y finalmente entre los jóvenes de 18 a 34 años es donde el número de irreligiosos es más prominente, siendo 27% e incluso superando a los evangélicos que pasan al 22% y los católicos se reducen al 42%.
Por sexo la población católica está empatada entre hombres y mujeres en 52%, 26% de las mujeres son evangélicas frente al 19% de los hombres y a la inversa 19% de los hombres dejaron la religión frente a 14% de las mujeres. 
En cuanto a estudios, 54% de la población con solo la primaria completa es católica, 26% protestante y 11% sin credo, 44% de los que tienen secundaria completa son católicos, seguidos por 23% evangélicos y 21% ateos/agnósticos y de quienes poseen estudios universitarios 59% es católico, 22% agnóstico/ateo y solo 12% evangélico, por lo que aunque los católicos son mayoría en todos los grados académicos, los evangélicos son más entre quienes tienen educación básica y los irreligiosos entre quienes tienen educación superior.

### Posiciones morales, políticas y sociales
Un estudio realizado entre 2013 y 2014 por la investigadora Laura Fuentes Belgrave de la Universidad Nacional utilizando grupos focales analizó las posiciones de seis grupos sobre distintos temas morales y políticos. Los grupos se dividieron en muestras de católicos practicantes (quienes asisten a la iglesia más de una vez por semana, entre otros indicadores), católicos no practicantes (quienes asisten a la iglesia ocasionalmente o en eventos especiales de vida, entre otros indicadores), protestantes históricos, neopentecostales, personas sin religión y "otros", siendo este último una muestra con representantes de distintas minorías religiosas incluyendo musulmanes, bahais, budistas tibetanos, budistas zen, budistas nichiren, taoístas y seguidores de Brahma Kumaris y el New Age.
El estudio mostró distintas posiciones respecto a diversos temas. Católicos practicantes, protestantes históricos y neopentecostales se oponen a toda forma de aborto en que no haya peligro de la vida de la madre, si bien los protestantes lo admiten en esos casos si hay un diagnóstico médico de por medio pero recomiendan orar antes de tomar la decisión. De los demás grupos solo los sin religión están mayoritaramente a favor del aborto libre e incluso critican la legislación costarricense al respecto, católicos no practicantes y otros (con excepción de los budistas tibetanos) son más receptivos a admitir el aborto en distintos casos como ante la imposibilidad de vida extrauterina y en embarazo por violación. Solo los católicos practicantes se oponen a toda forma de control de la natalidad que no sea natural.
Católicos practicantes, protestantes y neopentecostales son muchísimo más conservadores en lo moral y sexual, considerando que el sexo debe ser solo dentro del matrimonio y que la homosexualidad es inmoral y producto de problemas psicológicos que pueden ser curados. Los católicos practicantes no admiten el divorcio y se refieren a las parejas divorciadas como "parejas en condición especial", protestantes y neopentecostales permiten el divorcio pero expresaron no permitir que personas divorciadas tuvieran cargos altos o de influencia en sus iglesias. Católicos no practicantes, sin religión y otros fueron críticos de las posturas de la Iglesia sobre divorciados, homosexuales y sexo extramarital y aseguraron que aceptan sin problemas a esas poblaciones o que su salida del catolicismo se debió a pertenecer a uno de dichos grupos.
Los católicos practicantes y los dos tipos de protestantes expresaron dudas sobre los programas de educación sexual del Ministerio de Educación Pública al expresar preocupación por la falta de contenido espiritual y aseguraron preferir la enseñanza de la abstinencia. Los demás grupos apoyan los programas.
Todos los grupos excepto los sin religión expresaron que los valores morales del candidato son importantes para darle su voto en campaña.
Finalmente, católicos practicantes, protestantes y neopentecostales se oponen al estado laico, mientras que personas sin religión, católicos no practicantes y todas las minorías religiosas lo apoyan. Aun cuando la religión oficial es la católica, los neopentecostales ven el estado confesional como una protección a su religión y consideran el estado laico un paso previo para implementar el ateísmo de estado. Los protestantes históricos, sin embargo, aunque tienen más clara la diferencia entre laicismo y ateísmo expresaron que la religión oficial debería ser el cristianismo y no el cristianismo católico como tal.

## Historia

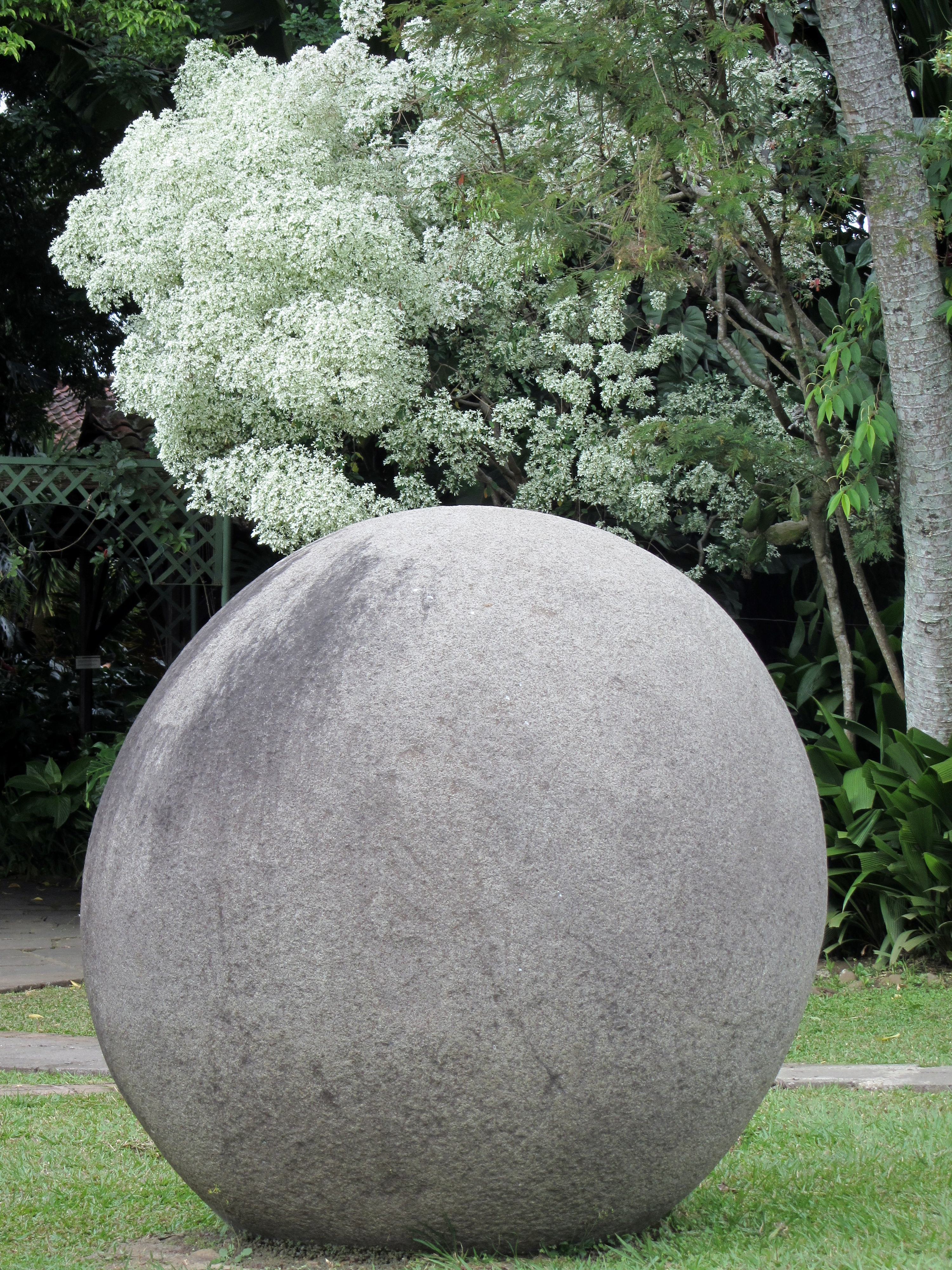
Las Esferas de piedra de Costa Rica tenían un importante simbolismo espiritual.

Las religiones que predominaban en el territorio costarricense en épocas precolombinas eran de tipo politeísta y chamánico. La deidad principal de la mitología talamanqueña era Sibö, dios creador y héroe civilizador a la vez. Los pueblos aborígenes como bribris y chorotegas adoraban un amplio panteón de dioses y espíritus cuyo culto aún se mantiene. De fundamental importancia en el culto religioso eran los awápa o chamanes, cargo que se heredaba según el sistema de castas matrilineal. 
Los nicoyanos, de influencia norteña, adoraban al dios creador Tipotani, al dios solar Nembithía y a su esposa la diosa lunar Ninguitamalí, entre otros muchos dioses y, al igual que los bribris y chorotegas, eran animistas y aceptaban la existencia de espíritus en los elementos naturales e incluso las pertenencias. Influencias posteriores de pueblos venidos del norte, especialmente mayas y nahuas, importaron el culto a dioses como Tláloc, Tezcatlipoca, Xipe Totec y Quetzalcoatl que se popularizaron en el Reino de Nicoya y se les honraba con sacrificios humanos antropofágicos. El jaguar, el murciélago, el cocodrilo, la serpiente y algunas aves, como la guacamaya eran considerados animales sagrados entre estos cultos prehispánicos.
La conquista española puso fin a la mayoría de prácticas religiosas autóctonas salvo en las áreas que nunca lograron conquistar, particularmente el Cacicazgo de Talamanca, donde se preservan hasta la fecha. De hecho, una de las más violentas rebeliones indígenas ya en tiempos coloniales fue la liderada por Pablo Presbere descrito como "rey" indígena por fuentes hispanas es discutido entre los eruditos si en realidad era un líder espiritual o chamán.
Se especula que muchos de los primeros colonizadores costarricenses eran judíos sefarditas recién conversos escapando de las persecuciones en la Península. En cualquier caso, la Iglesia católica se implantó en el país como parte del Imperio español, pero algunos historiadores consideran que su peso político fue menor que en otros lares del imperio debido a un arraigado individualismo del tico y a la falta de recursos al ser la Provincia de Costa Rica eminentemente pobre y rural y la más alejada de la Capitanía General de Guatemala, lo que hizo que la jerarquía política y eclesiástica le prestara muy poca atención.

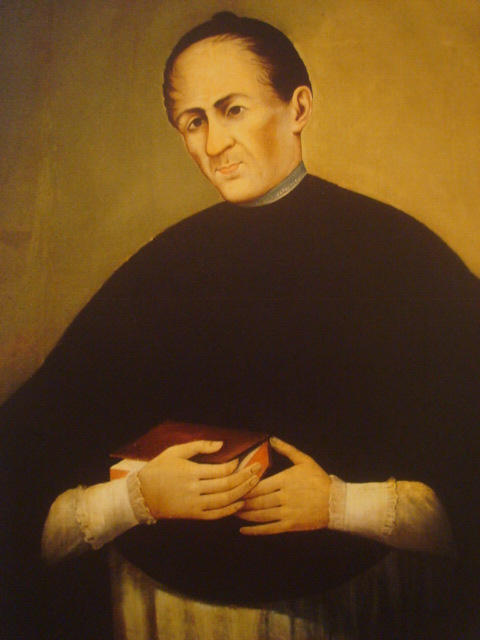
Florencio del Castillo

El primer representante costarricense ante las Cortes de Cádiz en España durante el experimento de democratización del Imperio español fue el presbítero Florencio del Castillo. Tras su independencia en 1821 Costa Rica preservó la Constitución de Cádiz temporalmente mientras redactaba la propia, misma que establecía la obligatoriedad de practicar la fe católica a todos los ciudadanos.
El Pacto de Concordia, primera constitución que aplicó en Costa Rica y que derivaba directamente de la Constitución de Cádiz estableció la religión católica no solo como oficial, sino además como obligatoria, aunque permitía a los extranjeros que residieran temporalmente en el país profesar otro credo mientras sus intenciones no fueran proselitistas so pena de expulsión: 

Artículo 3.- Que la religión de la provincia es y será siempre la católica, apostólica y romana, como única y verdadera, con exclusión de cualquier otra”. Artículo 4.- Si algún extranjero de diversa religión aportase a la provincia por título o motivos de comercio de transito, el Gobierno señalará el tiempo preciso de su residencia en ella, durante el cual será protegida su libertad y seguridad de su persona y bienes, siempre que no procure seducir en la provincia contra la religión del Estado, en cuyo caso será expulsado inmediatamente.

Como se puede ver, este cuerpo constitucional incluso estipulaba que la religión católica era «única y verdadera» y que sería la religión de la provincia «por siempre».
Esta obligatoriedad que además no permitía otros cultos se mantuvo en el Primer y Segundo Estatuto Político de la Provincia de Costa Rica. En la siguiente constitución, la Ley Fundamental del Estado de Costa Rica, promulgada en 1825 dentro del entonces Estado de Costa Rica miembro de la República Federal de Centro América se estableció la religión católica como oficial y protegida por «leyes sabias y justas» pero no estipulada prohibición a las demás, aunque esto no quedaba claro. Cabe destacar además que la Constitución de Centroamérica tenía similares postulados estableciendo en su artículo 11 la oficialidad de la fe católica como la de la Federación. Esto sería corregido en la Constitución Federal del 13 de octubre de 1835 que rezaba en el mismo epígrafe: «Los habitantes de la República pueden adorar a Dios según su conciencia. El Gobierno general les protege en la libertad de culto religioso. Más los Estados cuidarán de la actual religión de sus pueblos, y mantendrán todo culto en armonía con las leyes.»  
Hasta entonces, la población costarricense era espiritualmente muy uniforme y la vasta mayoría eran católicos. Solo rompían la uniformidad religiosa los pueblos indígenas en zonas aisladas y los criptojudíos, mayormente sefarditas, que practicaban su religión secretamente dando origen al mito de las Brujas de Escazú. Sin embargo, el Decreto de Bases y Garantías que funcionaba como constitución de facto durante el régimen de Braulio Carrillo fue omiso en temas religiosos. La siguiente Constitución promulgada después de que el general hondureño Francisco Morazán derrocara a Carrillo se promulgaría el 9 de abril de 1844 y establecería la libertad de culto aunque mantenía que la Iglesia católica era la oficial y la que sería protegida y financiada por el Estado. Esta premisa de libertad de culto estaría presente en todas las constituciones posteriores.
La influencia de las ideas liberales y la llegada de la Francmasonería en Costa Rica se consolidaría entre las élites políticas en lo que se conocería como el Estado liberal, impulsado vehementemente por la llamada Generación del Olimpo, este liberalismo en todo aspecto incluidos los artes, la literatura, la educación y la economía, llevaría a tensiones contra la Iglesia que se oponía directamente a lo que consideraba los «males de la libertad de culto», planteando que era deber de la Iglesia guiar espiritualmente al pueblo costarricense por el "camino correcto". Sumado a las medidas secularizantes implementadas a partir de 1884 por los liberales que incluyeron la secularización de los cementerios y la educación (lo que llevó al cierre de la Universidad de Santo Tomás), la prohibición de que los sacerdotes dirigieran centros educativos, la aprobación del divorcio y el  matrimonio civil, la prohibición de la existencia de órdenes religiosas en el país, la expulsión de los jesuitas y del obispo Bernardo Augusto Thiel y la ruptura del Concordato con la Santa Sede. Las tensiones entre liberales y la Iglesia llevaron al borde de la guerra civil, pero se subsanó pacíficamente en las elecciones presidenciales de Costa Rica de 1889 con la elección de José Joaquín Rodríguez Zeledón. Rodríguez mantendría en pie la mayoría de leyes anticlericales pero daría algunas concesiones a la Iglesia y en 1892 se decretó la enseñanza religiosa en las escuelas públicas costeada por el Estado en cursos no obligatorios. El conflicto entre el Estado y la Iglesia se apaciguó a partir de esas fechas y aunque se mantuvieron la mayoría de leyes seculares el Estado se comprometió a preservar su financiamiento de la Iglesia, manteniéndose ambos en sus respectivas áreas de influencia.
A principios del siglo XX comienza a romperse mucha de la uniformidad religiosa entre las capas intelectuales especialmente con la llegada al país de distintas corrientes esotéricas particularmente la teosofía y el espiritismo. En 1904 se funda la primera logia de la Sociedad Teosófica de Costa Rica gracias a Tomás Povedano y que atraería a muchos denotados artistas e intelectuales costarricenses incluyendo a Eunice Odio, Roberto Brenes Mesén, María Fernández Le Cappellain, entre otros, y expondría a la élite aristocrática del país a las corrientes espirituales de Oriente. Su surgimiento no estaría alejado de polémicas pues sería rápidamente condenada por la Iglesia y sus miembros fueron excomulgados colectivamente por el entonces arzobispo josefino Juan Gaspar Stork Werth. Asimismo, el primer centro teosófico de Centroamérica creado en la propiedad de la Sociedad Teosófica costarricense fue quemado por un fanático católico. La Sociedad Teosófica gozaría de un importante prestigio en la sociedad costarricense e incluso uno de los presidentes de Costa Rica, don Julio Acosta García fue un teósofo.
La otra corriente, el espiritismo, que también atrajo el interés de importantes intelectuales incluyendo al educador Omar Dengo, el canciller Ricardo Fernández Guardia, el magistrado Alberto Brenes Córdoba, el pintor Enrique Echandi y los hermanos Federico y José Joaquín Tinoco (estos últimos quienes crearían la dictadura tinoquista entre 1917 y 1919). Aunque igualmente sería blanco de las denuncias por parte de la jerarquía católica y homologada con el satanismo no dejaría de ser popular entre la élite liberal y de ganar múltiples adeptos de importante posición política y social creándose distintos círculos espiritistas durante los años 20 y 30.
La diversidad religiosa costarricense comenzaría a denotarse desde finales del siglo XIX e inicios del XX con sucesivas migraciones de Asia, Europa y otros países de América que incluyeron un flujo considerable de árabes, turcos, chinos y judíos polacos que traerían al país religiones como el islam, el budismo, la religión tradicional china y una nutrida comunidad askenazí, así como el protestantismo fue traído por las nutridas migraciones de jamaiquinos anglicanos y de alemanes, suizos, estadounidenses y británicos. La colonia cuáquera de Monteverde se funda en 1950 por cuáqueros pacifistas estadounidenses que escapaban de la guerra contra Corea, la  Iglesia Luterana de Costa Rica se funda en 1963 y en 1968 llegan los primeros menonitas que formaron sus propias colonias agrícolas en el cantón de San Carlos.
En los años 40s conforme se quebraba el Estado liberal la Iglesia católica liderada por Monseñor Víctor Sanabria es copartícipe de las reformas sociales promovidas por el político de inspiración cristiana Rafael Ángel Calderón Guardia que desembocaría en las Garantías Sociales y el Estado reformista. Alianza que lleva a Calderón a derogar muchas de las leyes secularistas incluida la prohibición de que sacerdotes católicos pudieran dirigir escuelas.
Sin embargo, y a pesar de que tras la Guerra Civil de 1948 la Sinagoga de San José fue atacada porque los judíos eran vistos como afines al depuesto régimen de Calderón, el presidente de facto José Figueres (quien era agnóstico) aseguró que no permitiría ataques antisemitas. Distintas medidas como la Ley Curling promulgada ya tras instaurada la Constitución Política de 1949 mejoraron las condiciones de las minorías y abolieron la hasta entonces vigente segregación racial.
En los años ochenta y noventa se dan interesantes debates sobre el tema de la libertad de pensamiento y religión. La película de Francis Ford Coppola La última tentación de Cristo causa furor en el país y es boicoteada por grupos católicos liderados por el sacerdote Minor Calvo, quien también iniciaría una campaña contra las tarjetas coleccionables llamadas Pepsi Cards a las que acusaría de tener contenido satánico. Similarmente, durante su gestión como Ministro de Seguridad Pública en los años 80s Luis Fishman realiza una amplia persecución de la música Heavy Metal en el país realizando redadas, confiscando discos y material y haciendo un llamado público a los padres para que prohibieran dicho género musical a sus hijos por fomentar el satanismo. En 1992 la abogada conservadora Gloria Navas interpone un recurso de amparo contra la realización de una obra de teatro financiada por el Ministerio de Cultura y Juventud por aparecer en ella el Diablo, argumentando que violaba los principios constitucionales. La Sala Constitucional desechó el recurso pero, curiosamente, los magistrados establecen no solamente que «la existencia del Diablo es incuestionable» sino además podría ser declarado inconstitucional aquello que «vaya contra las enseñanzas de Jesucristo» aun cuando no fuera el caso de esa obra particular.
Una serie de escándalos involucrando a la Iglesia católica que se dan a principios del 2000 que incluyeron una condena por corrupción de Minor Calvo por malos manejos de fondos de la estación católica Radio María, la condena por abuso sexual del sacerdote Enrique Delgado, popular por su programa de televisión "La Hora Santa" y el caso del sacerdote Enrique Vázquez acusado por abuso sexual pero que huyó del país afectaron la imagen de la Iglesia. La cantidad de católicos costarricenses se ha reducido constantemente a tiempo que el número de protestantes y sin religión se incrementa.
En 2015 la Sala Constitucional dio la razón a un estudiante adventista que solicitó no se le obligara a realizar exámenes el día sábado por ser día de descanso religioso, falló a favor también de un estudiante judío quien argumentó que los reglamentos educativos no le permitían utiliza su kipá, y falló a favor de un estudiante rastafari al que los reglamentos impedían usar dreadlocks.
En 2015 la Asamblea Legislativa declara al país «multiétnico y pluricultural» mediante reforma constitucional. 
En las elecciones de 2018 el tema religioso pasaría a ser relevante por primera vez en décadas. La Opinión consultiva sobre identidad de género, e igualdad y no discriminación a parejas del mismo sexo emitida por la Corte Interamericana de Derechos Humanos a raíz de una consulta hecha por el gobierno de Costa Rica que obligaba reconocer a las parejas del mismo sexo en toda figura legal que cubriera a las heterosexuales incluyendo el matrimonio causó revuelo en el país. Esto a su vez provocó el crecimiento del candidato evangélico Fabricio Alvarado. El uso de la religión en la campaña llevó incluso al Tribunal Supremo de Elecciones a emitir una orden que obligaba a todos las iglesias a abstenerse de intervenir en campaña como establece la Constitución.

## Cristianismo
Según los datos estadísticos, los católicos practicantes pasaron de ser 52.3 % en 1998 a ser el 46 % en el 2012, los católicos no practicantes incrementaron notablemente pasando de ser 13 % en 1998 al 23 % en el 2012. El protestantismo pasó de tener un 10.2 % en 1992 a 13.8 % en el 2007 (un crecimiento del 3 % en 15 años). Aunque otros estudios estiman un incremento de 12 % a 22 % entre 1991 y 2008, así como una disminución católica (tanto practicante como no practicante) de 70 % a 56 %. 
Otros grupos de cristianos marginales, a pesar de seguir sumando adeptos, no aumentan o disminuyen en términos porcentuales, La Iglesia de Jesucristo de los Santos de los Últimos Días sigue contando con tan solo un 0.7% de fieles en las últimas décadas. Y por otro lado el conjunto de cristianos totales ha descendido drásticamente al sumar la cifra entera de cristianos entre 1970 y 2018, pasando de 96 % a un 80 %. A favor al incremento de los no-religiosos o del budismo principalmente.
Entre los cristianos, además de los católicos, están los mormones, protestantes o evangélicos de diferentes denominaciones; anglicanos, bautistas, metodistas, testigos de Jehová, cuáqueros, amish, etc. También existe una pequeña comunidad de cristianos ortodoxos principalmente entre los emigrantes de origen griego, ruso, rumano, etc., con una única iglesia ortodoxa ubicada en Coronado y un único sacerdote ortodoxo que ejerce para todas las denominaciones ortodoxas, aunque formalmente pertenece a la Iglesia Ortodoxa Rusa.

### Catolicismo

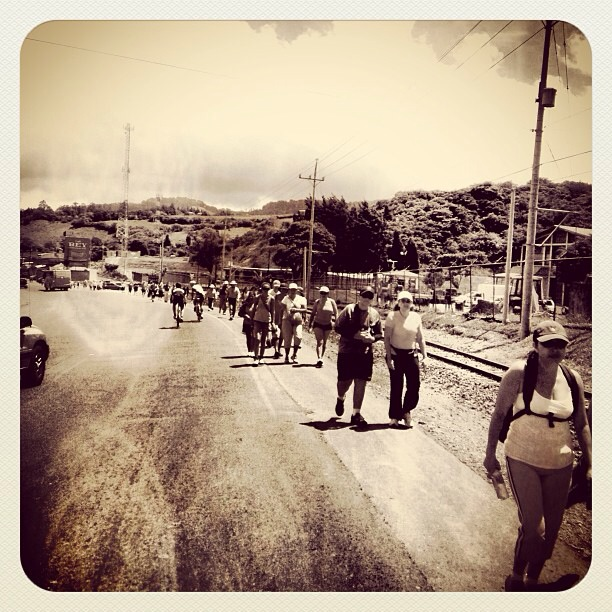
Romería costarricense.

Costa Rica es uno de los pocos países occidentales en los que la Constitución declara una religión oficial, el catolicismo. Si bien hay separación Iglesia-Estado, el estatus antes descrito aprueba al gobierno sufragar ciertos gastos de la Iglesia y permite que esta tenga injerencia en la enseñanza en escuelas y colegios públicos, además Costa Rica fue el único país en el mundo en el cual se prohíbe la fecundación in vitro, dado que la Sala Constitucional decidió que esta técnica se opone al derecho a la vida, hasta que una resolución de la Corte Interamericana de Derechos Humanos falló a favor de varias familias costarricenses demandantes y en contra del Estado obligando al país a brindar el tratamiento de fertilización in vitro, lo cual fue acatado por el gobierno mediante decreto ejecutivo.
Aunque casi todos los presidentes de Costa Rica han sido católicos (salvo algunas excepciones como don Pepe Figueres que era agnóstico), este no es forzosamente un requisito y representantes de otras comunidades como evangélicos, judíos y ateos, han sido diputados, ministros, vicepresidentes y candidatos presidenciales.
Según datos estadísticos de la Universidad de Costa Rica, el 69 % de los costarricenses se declaraba católico en 2007, de los cuales según dicha encuesta, un 23 % se consideraba católico no practicante.Según las encuestas de la UCR la mayoría de católicos costarricenses están de acuerdo en que se realice una reforma constitucional que proclame un estado laico sin religión oficial y apoyan también la educación sexual laica sin intervención de la Iglesia en los centros educativos y el pago de impuestos en bienes de la Iglesia También, según  distintos sondeos,  la opinión de los costarricenses sobre  las uniones de parejas del mismo sexo es muy variada.  En datos posteriores a 2007 la afiliación a la Iglesia católica ha caído progresivamente que en menos de una década pasaron a representar la mitad de la población o incluso menos (47% en 2021).

### Protestantismo
Casi un 20 % de la población costarricense es protestante. El neoprotestantismo es la religión más influyente en el país después del catolicismo (19% evangélicos, 1% protestantes históricos).

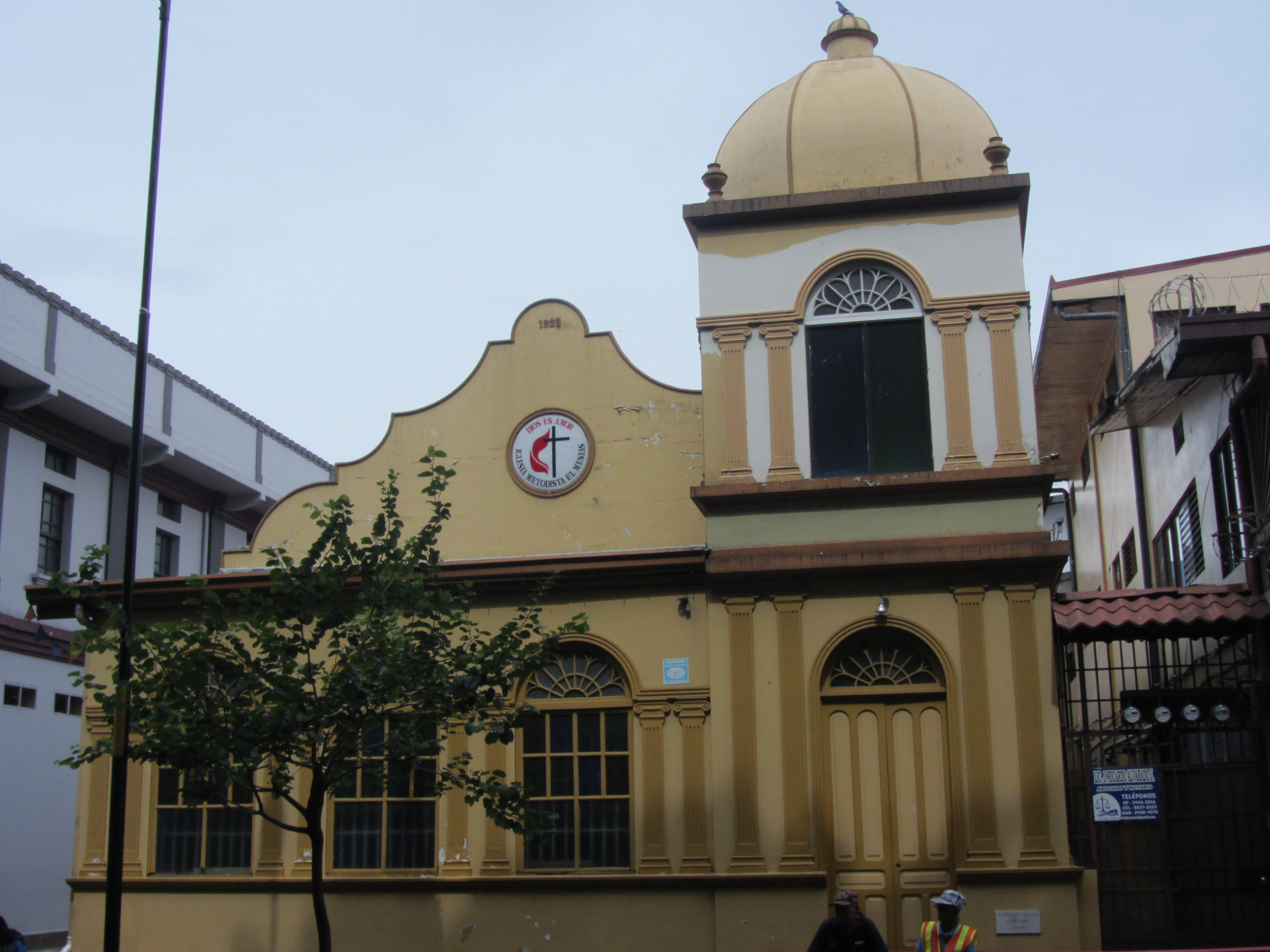
Iglesia metodista.

Existen dos partidos cristianos protestantes en el país; el Partido Renovación Costarricense y Restauración Nacional. 
La actividad protestante en Costa Rica se caracteriza por la creación de iglesias que se instalan en todos los rincones y capas sociales de la sociedad costarricense (aunque se encuentra más comúnmente en los estratos sociales bajos que en los altos).
La Iglesia Anglicana es una de las mayores iglesias protestantes costarricenses con 12.000 miembros, cuyos orígenes se remontan a misiones de principios de siglo entre los inmigrantes jamaiquinos de Limón. La mayoría de las iglesias protesantes son miembros de la Alianza Evangélica.
Citando al diario CRHoy:

Un estudio de PROLADES sobre las iglesias protestantes en Costa Rica revela por lo menos 230 asociaciones de iglesias con 2779 congregaciones locales distribuidas así: no pentecostales (752, o 27 %), pentecostales (1769, o 63.7 %) y no clasificadas (258, o 9.3 %). Hay por lo menos unos 3000 pastores evangélicos en Costa Rica y más de 220 agencias evangélicas de servicio.

La membresía total (mayores de 15 años de edad) de las iglesias protestantes se estimó en 283 356 y la población protestante total de Costa Rica en 600 000 a 700 000 en marzo del 2001, o entre el 16 % y el 18 % de la población nacional.
Las 12 denominaciones más grandes en número de miembros son: las Asambleas de Dios, Iglesia Adventista del Séptimo Día, Iglesia de Dios del Evangelio Completo, Misión Cristiana La Rosa de Sarón, Iglesia Santidad Pentecostal, Iglesia Evangélica Cuadrangular, Asociación de Iglesias Evangélicas Centroamericanas, Iglesia Cristiana Pentecostal del Movimiento Misionero Mundial, Concilio Iglesia Evangélica Nacional, Asociación Cristiana Manantial de Vida, Asociación Misiones Transmundiales de Costa Rica y la Iglesia de Dios Pentecostal.

Estas denominaciones tienen más del 60 % de las congregaciones locales y de la totalidad de miembros evangélicos al nivel nacional.

## Sin religión
Las personas sin afiliación religiosa han crecido sustancialmente también en la sociedad costarricense, en 2018 las personas que se identificaban como "sin religión" representaban cerca del 15 % de la población total. El estudio de la Escuela de Matemática de la UCR estimó que en 1988 solo un 3,5 % de los costarricenses no tenía afiliación, sin embargo esa cifra ha crecido de manera lenta pero constante desde entonces; 27% a 2021.
Una de sus organizaciones es la Asociación Costarricense de Humanistas Seculares quienes en 2009 interpusieron una demanda ante el Tribunal Supremo de Elecciones por beligerancia política del entonces arzobispo José Francisco Ulloa por su homilía de septiembre de 2009 en donde instaba a no votar por candidatos que «niegan a Dios y defienden principios que van contra la vida, contra el matrimonio y contra la familia», a lo que el Tribunal en mayo de 2010 falló a favor encontrando que el purpurado contravino el artículo 28 de la Constitución ordenándole abstención en temas electorales y el pago de costas. También existen en Costa Rica grupos organizados de seguidores del pastafarismo.

## Budismo

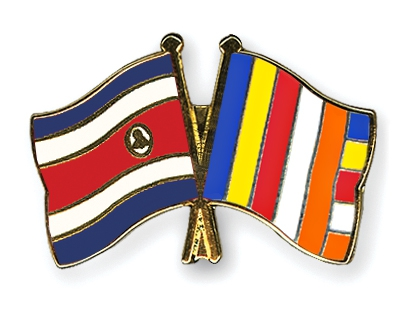
Bandera budista-costarricense.

El número de budistas en Costa Rica se calcula, según datos de la Universidad Nacional, en 100.000 personas (alrededor del 2 % de la población).
Los primeros budistas que llegaron a Costa Rica fueron inmigrantes de origen chino que llegaron para la construcción del Ferrocarril al Atlántico a principios de siglo, pero que gradualmente se convirtieron al catolicismo en parte por la muy cerrada y conservadora sociedad católica de la época. No obstante el escritor Jorge Cardona menciona la existencia aún de prácticas budistas entre los inmigrantes chinos en las primeras décadas del siglo XX, si bien no trascendían socialmente y eran asuntos muy privados, como relata en el caso de un comerciante de Esparza en su crónica Hombres y máquinas. A principios de siglo XX el budismo empezó a calar entre sectores de la élite intelectual del país, especialmente a través de organizaciones como la Sociedad Teosófica que pusieron en contacto a muchos de sus agremiados con las enseñanzas de Buda.
Uno de los primeros centros budistas que se fundó en el país fue la Casa Zen de Costa Rica, fundado con patrocinio de la embajada de Japón en 1974. El segundo centro budista costarricense de importancia es la Asociación Cultural Tibetano Costarricense (ACTC) fundado tras la primera visita del Dalái lama al país en 1989.En 2010 se fundó el primer centro de Budismo Camino del Diamante en San José, y en 2022 se fundó el segundo en San Mateo de Orotina. En Costa Rica existen centros budistas de cada una de las cinco escuelas tradicionales del budismo tibetano; Gelug, Nyingma, Sakya, Kagyu y Bön (si bien esta última es considerada por algunos una forma de chamanismo tibetano con influencia budista y no una escuela oficial del budismo), así como Theravada, Shaolin y Soka Gakkai.

## Religión indígena
Hay unos 10 000 bribrís en el país. Diferentes prácticas religiosas indígenas, de tipo chamánico, se preservan entre los indígenas costarricenses, tanto cabécar, bribri y boruca, como el culto a Sibö.

## Judaísmo
La comunidad judía costarricense es una de las comunidades religiosas más importantes del país. A ella han pertenecido importantes personalidades de todos los campos incluyendo tres vicepresidentes de la República (Rebeca Grynspan, Luis Fishman y Luis Liberman) así como diputados y ministros.
La mayoría de la población judía costarricense es de tipo ortodoxa y askenazí, aunque existe una sinagoga reformista ubicada cerca del distrito de Mata Redonda, en la ciudad de San José.
Los principales grupos son el Centro Israelita Sionista de Costa Rica, de judaísmo ortodoxo, que agrupa a la mayoría de costarricense judíos y que es liderado por el Gran Rabino de San José, Gershon Miletzki, la Congregación B'nei Israel de Costa Rica de judaísmo reformista oficiada por el rabino Rami Pavolotzky junto a su esposa, la Rabina Daniela Szuster, y la ultraortodoxa comunidad Jabad Lubavitch Costa Rica y su rabino Hersch Spaltzer. El Keshet Holistic Studies Institute (afiliada a la "Walking Stick Foundation") es manejada por el rabino Gershon Winkler y la rabina Miriam Maron.[cita requerida]
La comunidad también cuenta con su propio centro educativo que cubre desde preescolar hasta preparatoria, el Instituto Jaim Weizman.

## Islam
El islam cuenta con unos 1500 practicantes entre alrededor de una centena de conversos y de emigrantes árabes, incluyendo una nutrida comunidad palestina. Existen dos mezquitas, una sunita y una chiita, siendo mayoritaria la sunita. El número de musulmanes se calcula 500 personas. El fundador del Islam en Costa Rica y secretario general del Centro Cultural Musulmán es el médico palestino Dr. Abdulfatah Sasa. El sheikh que oficia para la mezquita sunita es el egipcio sheikh Omar Abdel Aziz. Los musulmanes chiitas tienen su propia mezquita y centro cultural, antes se reunían en una casa particular o asistían sin problemas a la mezquita sunita. Su número según la encuesta más reciente del CIEP-UCR es de 0.1% de la población.

## Otras religiones
La Iglesia de Jesucristo de los Santos de los Últimos Días (mormones) asegura tener 48.000 seguidores en Costa Rica (0.3% según estadísticas de 2021) y su templo principal es la sede regional para Centroamérica, hay unos 23 000[cita requerida] testigos de Jehová, hinduistas ortodoxos (principalmente entre la comunidad de migrantes indios) y de tipo hare krisna, bahá'ís, cienciólogos, rastafarios, taoístas y grupos neopaganos, los cuales se dividen en wiccanos, druidas, asatruar y culto romano. En 2016 la Iglesia Mayor de Lucifer, originaria de Estados Unidos pero que se dio a conocer por su expansión en América Latina en tiempos recientes, inauguró su filial en Costa Rica mediante conferencias públicas.

### Santa Muerte
El culto a la Santa Muerte se ha introducido muy recientemente en el país y fue descubierto como popular entre grupos narco tras allanamientos realizados por el Organismo de Investigación Judicial.